# 拉米塞托
拉米塞托（義大利語：Ramiseto），是意大利雷焦艾米利亚省的一个市镇。总面积98平方公里，人口1330人，人口密度13.6人/平方公里（2009年）。ISTAT代码为035031。